# Semiothisa nebulosa
Semiothisa nebulosa là một loài bướm đêm trong họ Geometridae.